# تنبل دوانگشتی هوفمان
تنبل دوانگشتی هوفمان (نام علمی: Choloepus hoffmanni) نام یک گونه از تیره بزرگ‌پنجگان است.